# Karima Ouchan
Karima Ouchan (1969) is een Marokkaans-Nederlands schrijfster. Ze woonde tot haar zevende in Marokko, toen haar vader haar voor de hereniging van zijn gezin naar Amersfoort haalde. 

## Ontvoering
Op vijftienjarige leeftijd werd Ouchan door haar vader gedwongen om mee te gaan naar Marokko. Op de boot onderweg sprong zij van boord, waarna ze door de bemanning uit het water werd gered. Dit trok zoveel aandacht in de Nederlandse en Franse pers, dat haar vader haar weer mee terug nam naar Nederland. Twee maanden later slaagde haar vader er alsnog in om haar naar Marokko te krijgen, waar zij vervolgens twaalf jaar verbleef. In 1997 kwam ze weer terug naar Nederland en ging ze in Maastricht studeren voor tolk-vertaler.
Over haar twaalf jaar in Marokko schreef zij samen met Fenneke Reysoo het boek Nooit geschreven brief aan mijn vader, waarvoor ze de Jenny Smelik-IBBY-prijs kreeg.